# Chydorus opacus
Chydorus opacus är en kräftdjursart som beskrevs av Frey 1987. Chydorus opacus ingår i släktet Chydorus och familjen Chydoridae. Inga underarter finns listade i Catalogue of Life.